# 中和福美宮

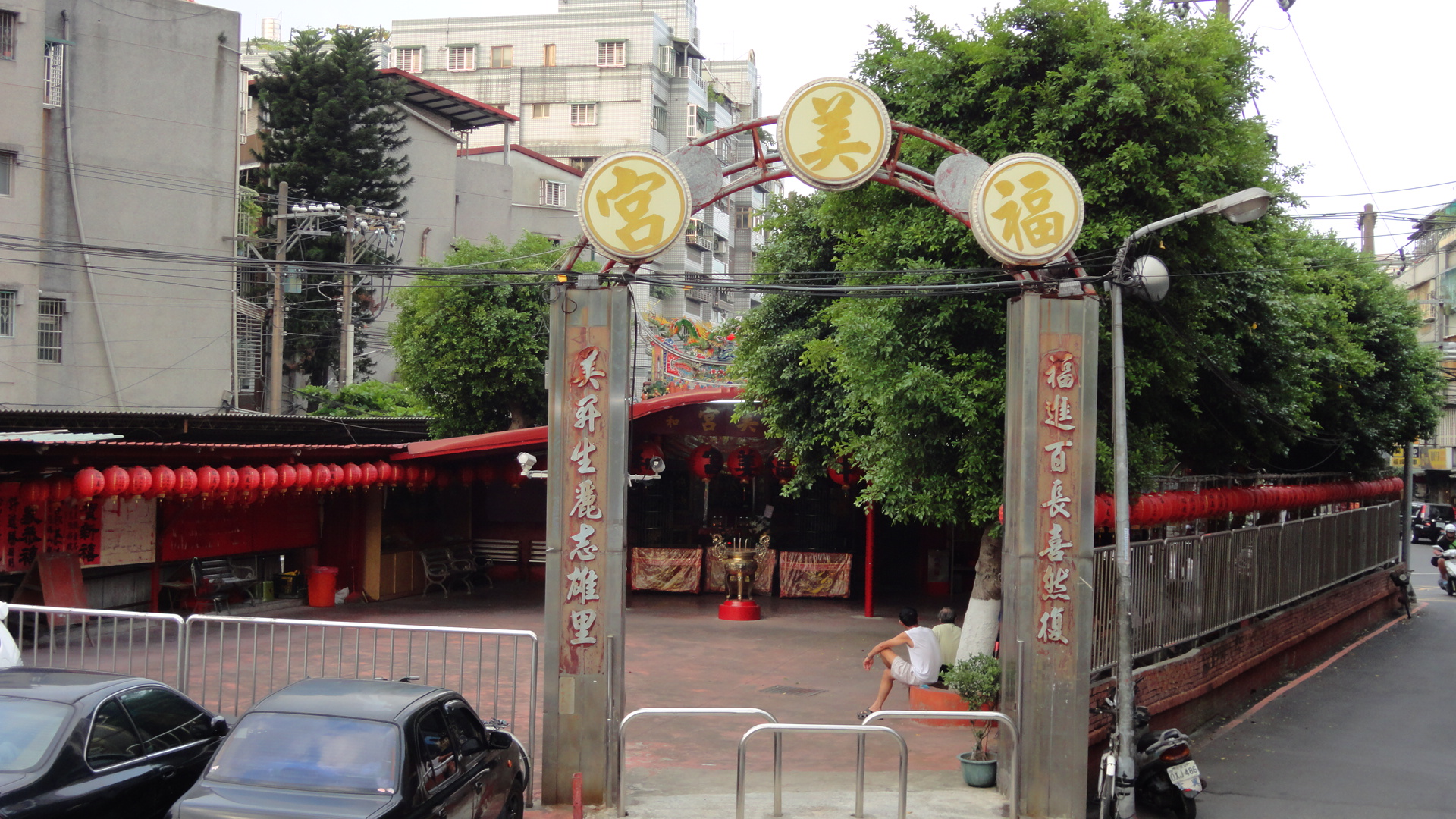
福美宮正面入口

福美宮為一道教寺廟，主祀福德正神，即俗稱的土地公，位於新北市中和區福美里莊敬路33巷5弄2號。福美宮為當地里民發起樂捐興建，神威顯赫、香火鼎盛。福美宮的土地公神像分靈自烘爐地南山福德宮，但也會參與鹿港天后宮的進香活動以增加神力。

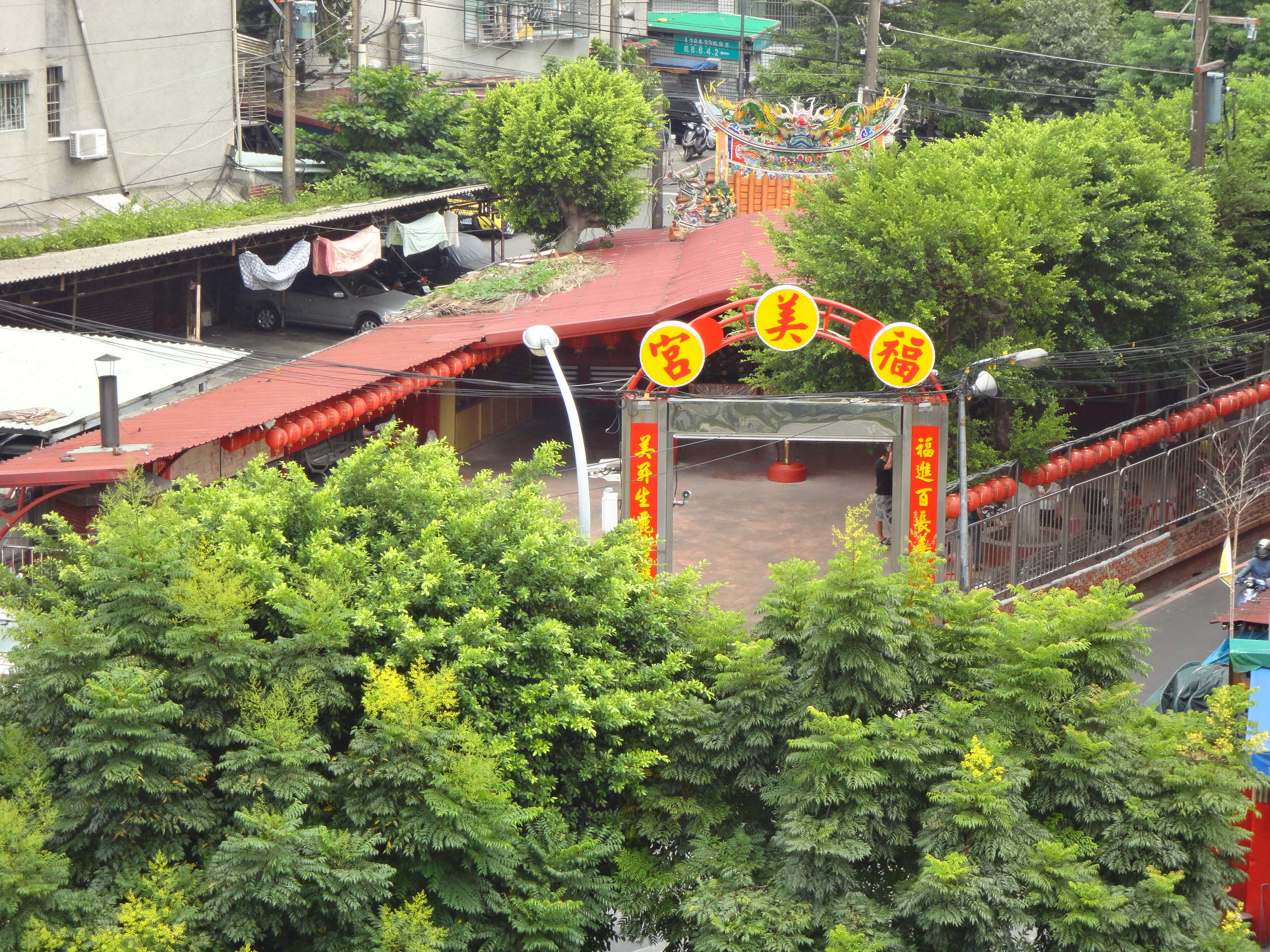
鳥瞰福美宮

## 廟宇周邊

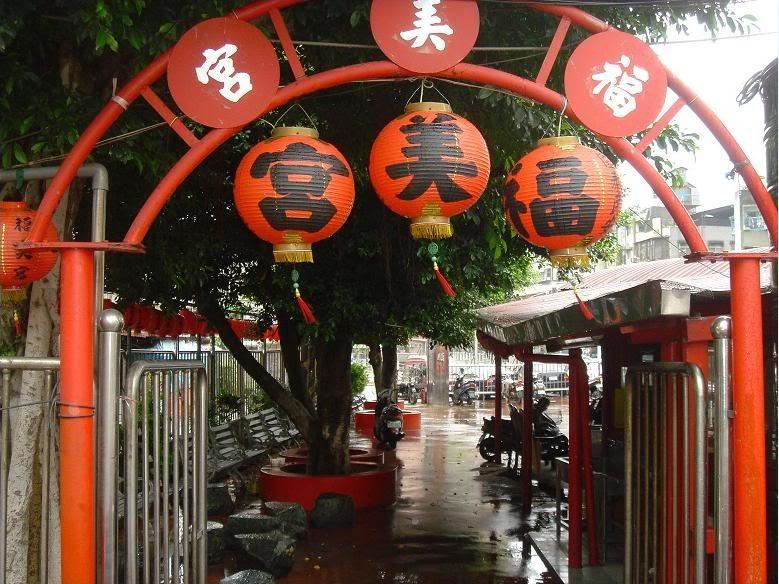
福美宮鄰山北公園的入口

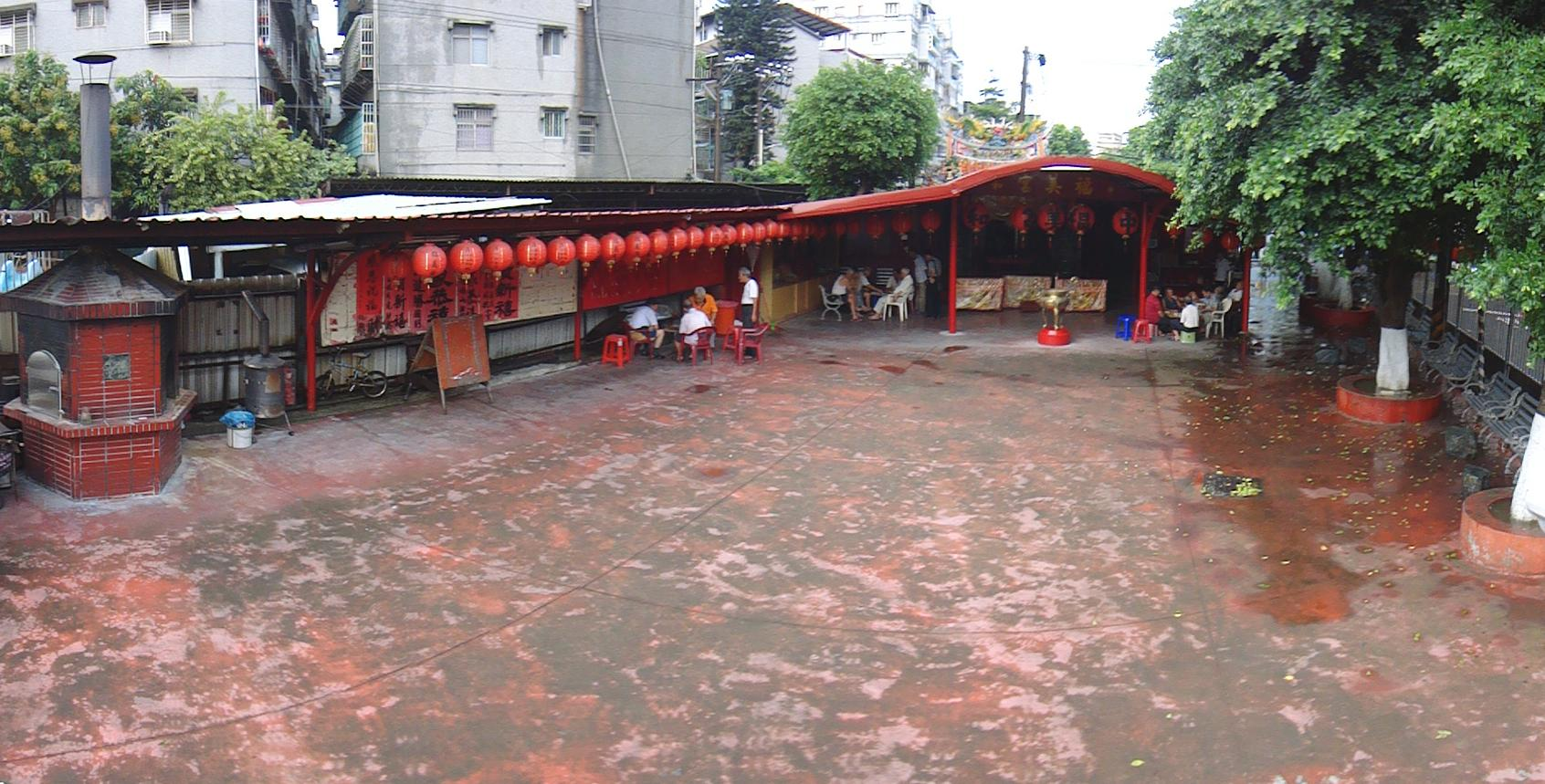
福美宮廟埕

- 廟子尾溝
- 山北公園
- 福美公園
- 大潤發中和店

- 自強游泳池
- 瓦磘溝[4]
- 福美市場 (福祥臨時市場)[5]

## 交通方式
可搭公車「橘3」、「243」在「莊敬路」站下車，或搭公車「橘3」在「勝利路」站下車，或搭中和區接駁公車「橫路里往自強國中」在「山北社區」站下車。